# Lurcy

Lurcy este o comună în departamentul Ain din estul Franței.